# Madremyia clausa
Madremyia clausa là một loài ruồi trong họ Tachinidae.